# Vicent Blasco Ibáñez
|  | Aquest article tracta sobre l'escriptor i polític valencià. Si cerqueu l'avinguda homònima de la ciutat de València, vegeu «Avinguda de Blasco Ibáñez». |

|  | Per a altres significats, vegeu «Vicente Blasco-Ibáñez Tortosa». |

Vicent Blasco Ibáñez (València, 29 de gener del 1867- Menton, 28 de gener del 1928) va ser un polític, periodista i escriptor en llengua castellana valencià.

## Biografia

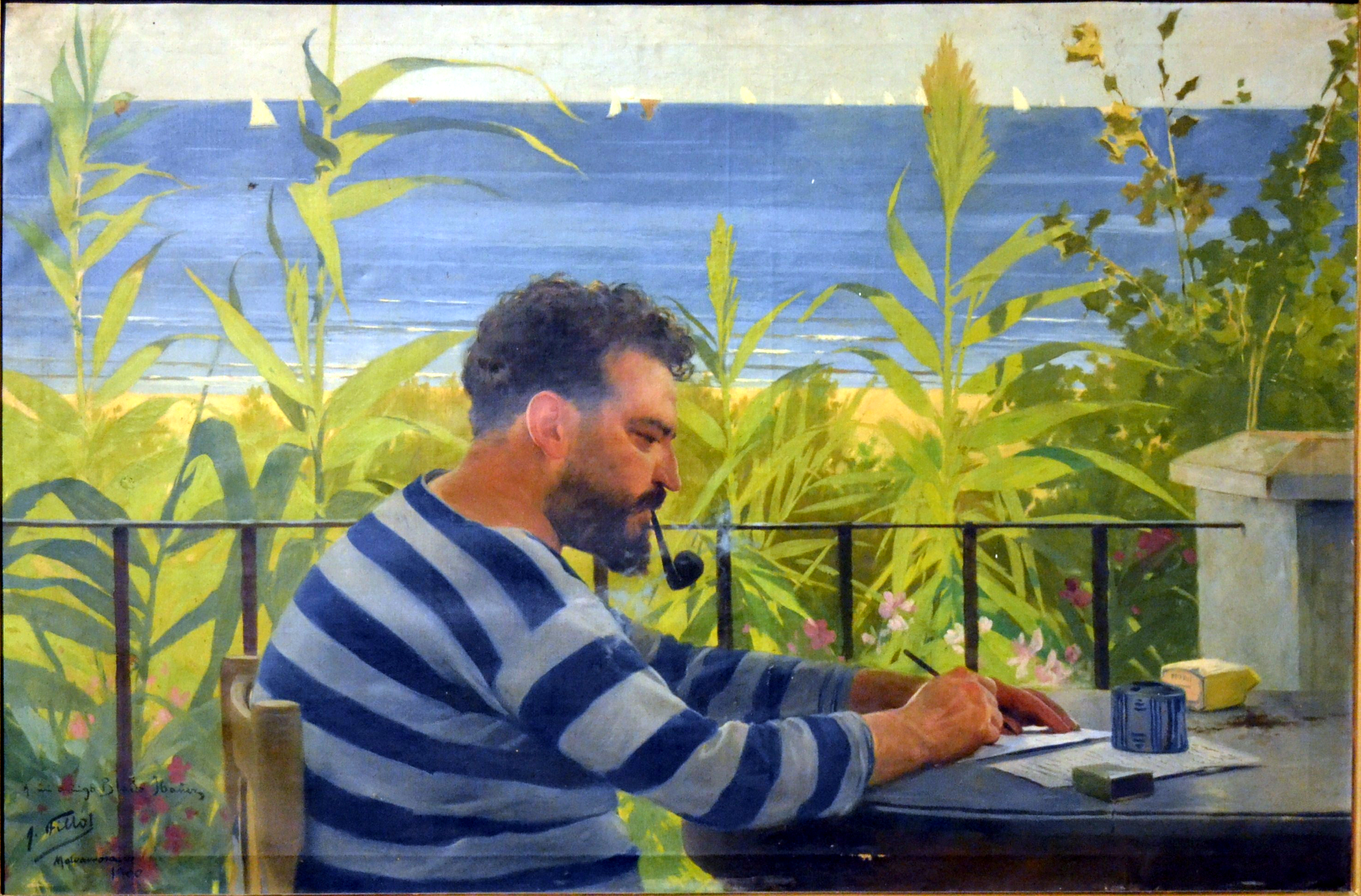
Retrat de Vicent Blasco Ibáñez, obra d'Antoni Fillol i Granell (1900)

Va nàixer a València el 29 de gener del 1867. Va cursar els estudis de dret a la Universitat de València i es va llicenciar el 1888, tot i que pràcticament no va exercir aquesta carrera. Va dividir la seua activitat pública entre la política, la literatura i el periodisme. Es definia com un home d'acció, abans que com un literat. Escrivia amb inusitada rapidesa. Entusiasta de Miguel de Cervantes, de la història i la literatura castellanes.
Blasco Ibáñez va casar-se dues vegades. La primera, el 18 de novembre del 1891, amb María Blasco del Cacho, amb qui va tindre tres fills i una filla: Mario, Libertad, Julio César i Sigfrido. El 1925, després de la mort de María, va contraure matrimoni amb Elena Ortúzar, una aristòcrata xilena amb la qual mantenia una llarga història d'amor: la va conèixer a Madrid el 1906, quan tots dos estaven casats.
Blasco Ibáñez va ingressar amb 21 anys en la maçoneria, el 6 de febrer del 1887, i hi va adoptar el nom simbòlic de Danton. Va formar part de la lògia Unió núm. 14 de València i, posteriorment, de la lògia Acàcia núm. 25. El 1889 va fundar a la ciutat de València el periòdic La Bandera Federal, d'ideologia republicana i federal.
Militant del Partit Republicà des de la seua joventut, va fundar el diari El Pueblo a València; va ser en diverses ocasions diputat a les Corts espanyoles i es va batre en duel reiterades vegades. En un d'aquests desafiaments, va estar a punt de perdre la vida. La bala li va pegar a la sivella del cinturó, gràcies a la qual cosa es va salvar. Va tenir amors tempestuosos, i cap al 1909 va viatjar a l'Argentina, on, a més de crear dues ciutats, Nova València i Cervantes, va impartir conferències sobre la història i la literatura castellanes. Anys després, cansat de la seua vida de colonitzador, en què va recollir alguns fracassos que no li són atribuïbles, Vicent Blasco Ibáñez, un dels novel·listes més brillants d'aquell canvi de segle, va anar a París, coincidint amb l'arribada al poder de Cánovas del Castillo i l'inici de la Primera Guerra Mundial.
Allà, l'insigne novel·lista i republicà valencià va rebre l'encàrrec personal del president Raymond Poincaré d'escriure una novel·la sobre la guerra. I aquesta va ser Los cuatro jinetes del Apocalipsis, que va captivar el públic nord-americà i va arribar a ser més llegida que la mateixa Bíblia en aquell país. L'autor valencià va conrear diversos gèneres dins de la narrativa. Així, obres com Arroz y tartana, Cañas y barro (1902) o La barraca (1898), entre d'altres, es poden considerar novel·les regionals. Al mateix temps, destaquen els seus llibres de caràcter històric, entre els quals es troben: Mare Nostrum, el citat Los cuatro jinetes del Apocalipsis (1916), El papa del mar, A los pies de Venus, o de caràcter autobiogràfic com La maja desnuda, La voluntad de vivir, La catedral, fresc detallat dels afers eclesiàstics de la catedral de Toledo, i fins i tot Los argonautas, en què mescla una mica de la seua pròpia biografia amb la història de la colonització espanyola d'Amèrica.
Tot i que ha estat inclòs per alguns crítics entre els escriptors de la generació del 98, el cert és que els seus coetanis no el van admetre entre ells. Vicent Blasco Ibáñez va ser un home afortunat en tots els ordres de la vida i, a més a més, es va enriquir amb la literatura, cosa que cap d'ells no havia aconseguit. A més, la seua personalitat irresistible, impetuosa i vital, li va atraure l'antipatia d'alguns. No obstant això, el mateix Azorín, un dels seus detractors, ha escrit pàgines extraordinàries en les quals manifesta la seua admiració per l'escriptor valencià, per les seues màgiques descripcions de l'horta de València i del seu esplendorós mar, semblants en lluminositat i vigor als traços dels pinzells del seu gran amic, l'il·lustre pintor valencià Joaquín Sorolla.
Políticament era un republicà federal. Milità en la Unió Republicana de Nicolás Salmerón, però després es va fer amic d'Alejandro Lerroux i organitzà amb ell el Partit Republicà Radical a València, tot i que el 1908 se'n separà per a fundar el Partit d'Unió Republicana Autonomista, que durant la Segona República Espanyola va dirigir el seu fill Sigfrido Blasco-Ibáñez. Va ser l'impulsor de la doctrina política valenciana anomenada blasquisme.

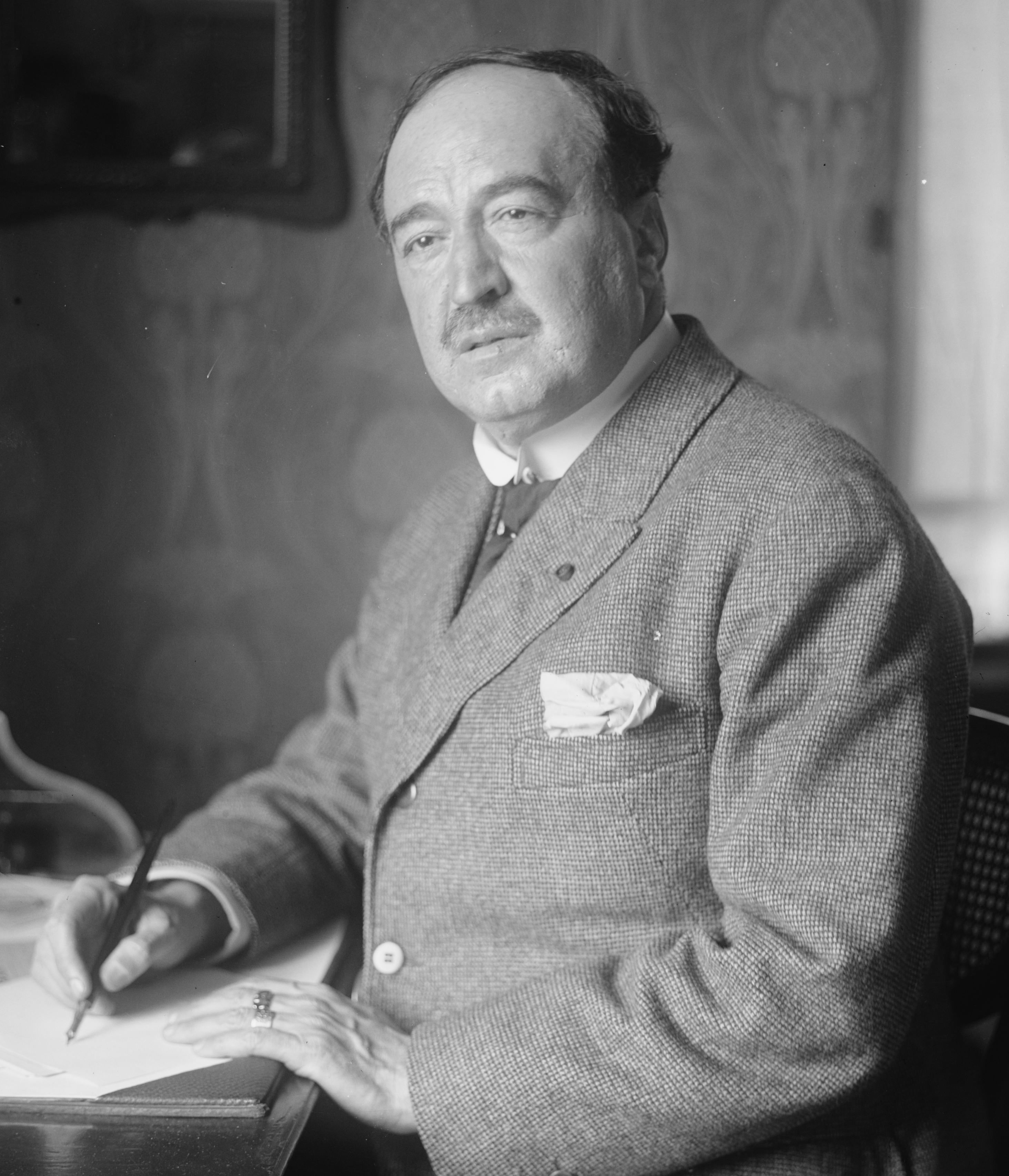
Blasco Ibáñez al seu despatx

Alguns autors li han atribuït un posicionament ideològic anticatalanista, fonamentant-se en l'episodi de boicot d'una conferència de Joan Ventosa i Francesc Cambó al Teatre Principal de València l'any 1918, pels seguidors republicans de l'esquerra populista del partit de Blasco Ibáñez, que irromperen al teatre clamant crits de «¡Viva España, muera Cataluña!» (Visca Espanya, mori Catalunya!). Darrere d'aquest succés, realment s'amagava un conflicte social de l'època entre proteccionisme (conservadorisme català) i lliurecanvisme (republicanisme valencià) econòmic, en un context de fort creixement de l'economia capitalista. Un exemple que refuta aquesta teoria és l'homenatge que el partit rendí a València l'any 1934 per commemorar la mort de líder republicà català Francesc Macià, i arribà a publicar en el seu diari oficial, El Pueblo, titulars com: «Don Francisco Macià era para Cataluña lo que Blasco Ibáñez para Valencia» (Francesc Macià era per a Catalunya allò que Blasco Ibáñez per a València).

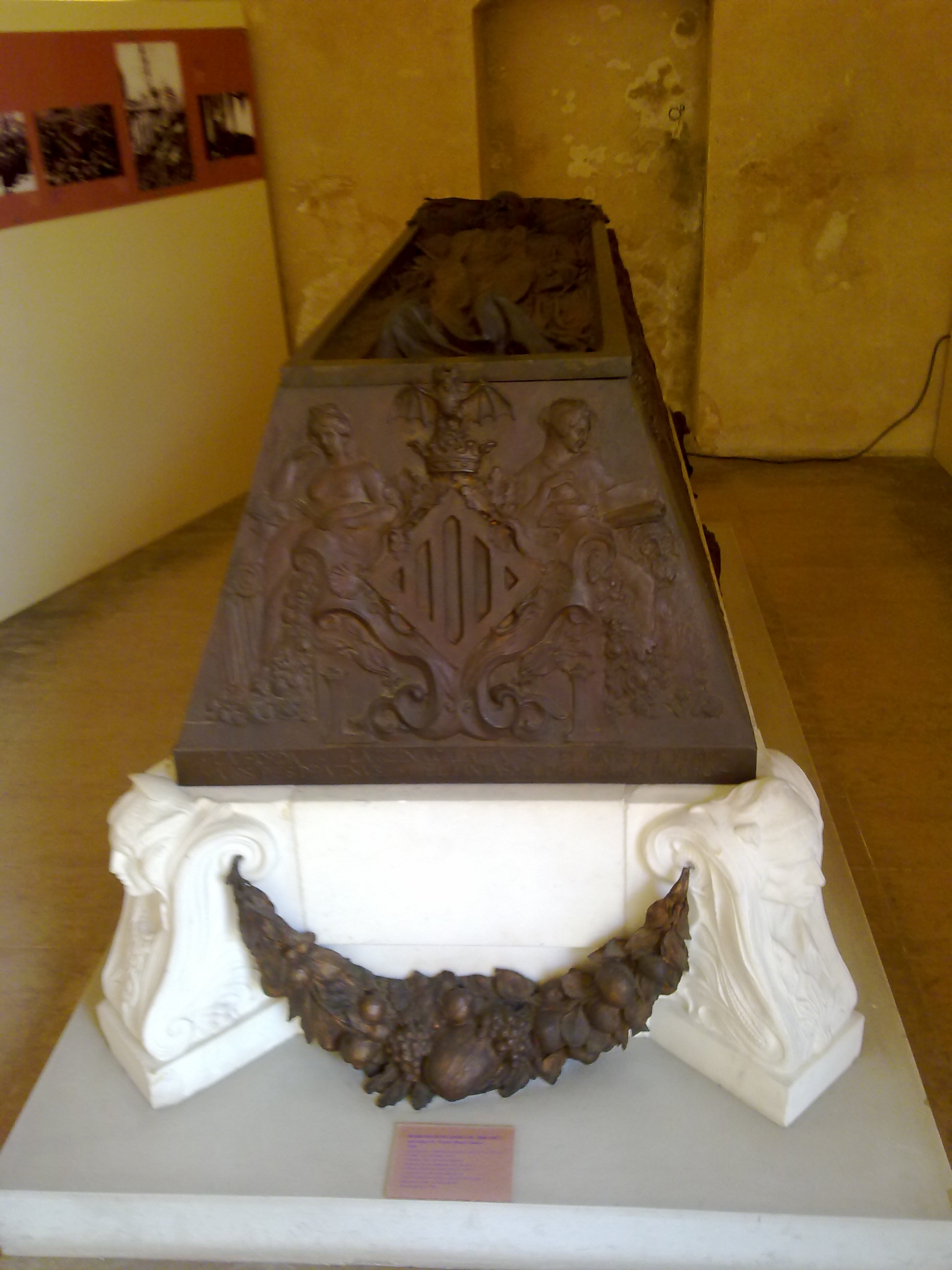
Sarcòfag de l'escriptor, fet per Benlliure, al Museu de Belles Arts de València

En aquesta línia, una delegació oficial valenciana formada per Sigfrido Blasco-Ibáñez (fill de Vicent Blasco Ibáñez), en nom del PURA i dels diputats republicans valencians, delegats de la Diputació de València, i el primer tinent alcalde, juntament amb dos regidors de l'Ajuntament de València, viatjaren per acomiadar Macià en el seu enterrament. Sense anar més lluny, i com a exemple del sentiment col·lectiu respecte al catalanisme al País Valencià durant l'època, el govern local del petit poble de la Nucia, prop de Benidorm (Marina Baixa), expressà el condol per la defunció de Macià: «con este motivo y por tratarse de un gran luchador a favor de la implantación de la República Española, acordó la Corporación hacer constar en acta su sentimiento...» (amb aquest motiu i per tractar-se d'un gran lluitador en favor de la implantació de la República espanyola, acordà la Corporació fer constar en acta el seu sentiment…).
Va conservar una vil·la a la platja de la Malva-rosa, a pesar dels seus viatges pel món, on debatia amb els intel·lectuals i amics de la seua època. Aquesta vil·la, actualment restaurada, és la Casa museu Blasco Ibáñez.

## Obra
Vicent Blasco Ibáñez era fill d'aragonesos i, encara que parlava valencià, va escriure la seua obra quasi exclusivament en castellà, llevat d'algun relat curt en valencià publicat a l'almanac de Lo Rat Penat gràcies al seu amic Constantí Llombart. En les seues primeres obres de caràcter més popular, els diàlegs dels personatges els escrivia en valencià sense traducció, o bé per considerar-ho més genuí o bé per considerar-ho un tret particular que podia ser ben entès pels castellanoparlants.
L'obra de Vicent Blasco Ibáñez, en la majoria de les històries de la literatura espanyola, per les seues característiques generals, se sol qualificar de pertanyent al naturalisme literari. També es poden observar, en la primera fase, alguns elements costumistes i regionalistes.

### Títols

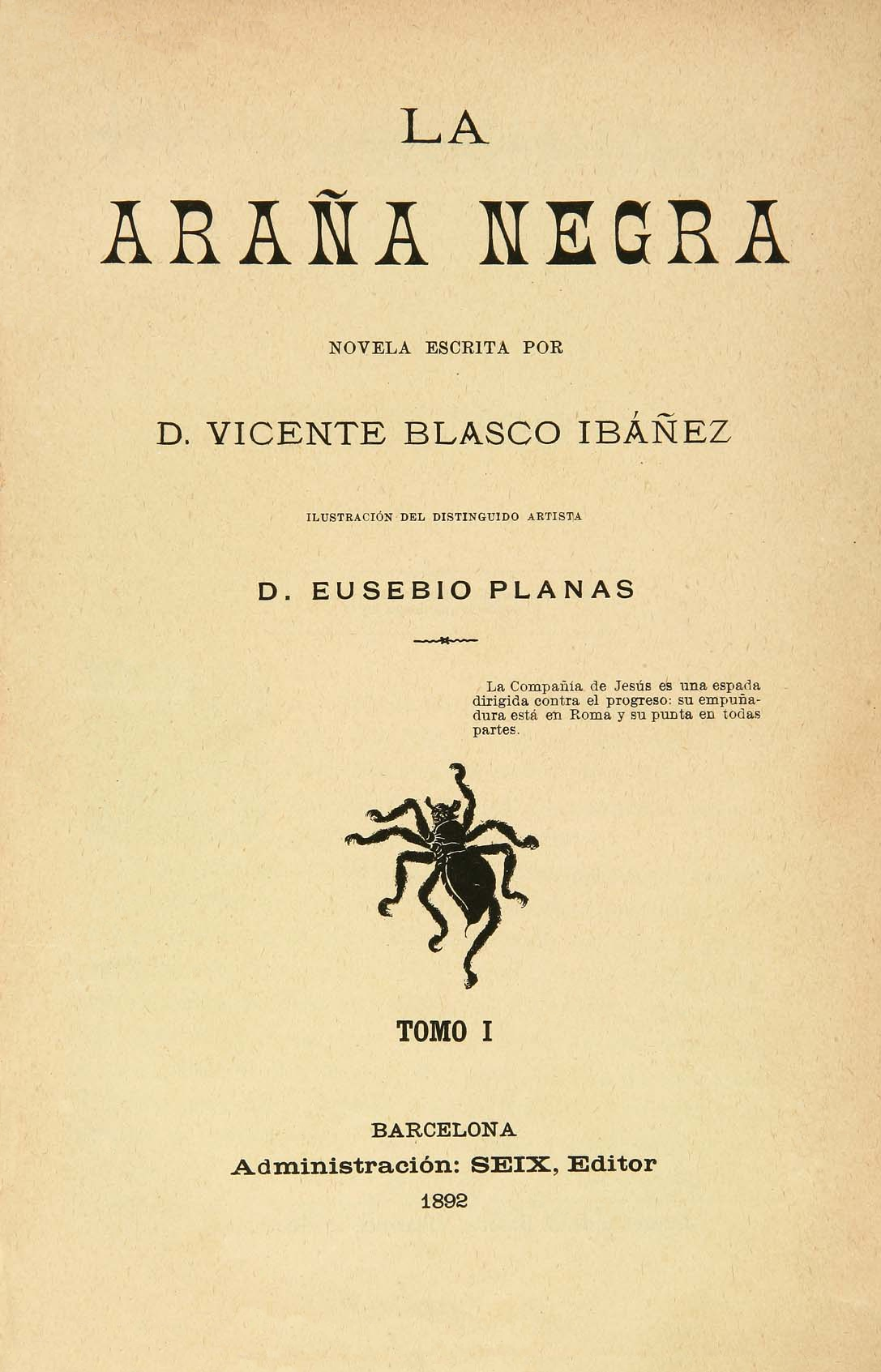
La araña negra (1892), portada del tom I.

- A los pies de Venus (1926)
- Argentina y sus grandezas (1910)
- Arroz y tartana (1894)
- Canyes i fang (1892)
- Cuentos valencianos
- El caballero de la virgen
- El femater (1893)
- El intruso (1904)
- El oriente
- El papa del mar (1925)
- El paraíso de las mujeres (1922)
- El préstamo de la difunta
- El sol de los muertos
- En busca del Gran Khan
- Entre naranjos (1900)
- Fantasma de las alas de oro
- Flor de maig (1895)
- La araña negra (1892)
- La Barraca (1898)
- La bodega (1904/5)
- La catedral (1903)
- La horda (1905)
- La maja desnuda (1906)
- La Tierra de Todos (1922)
- La voluntad de vivir (1953)
- La vuelta al mundo de un novelista
- Los argonautas (1915)
- Los Cuatros Jinetes del Apocalipsis (1916)
- Los enemigos de la mujer (1919)
- Los muertos mandan (1909)
- Luna Benamor (1909)
- Mare Nostrum
- Militarismo mejicano . (1920)
- Novelas de la costa azul
- Oriente
- Puesta de sol
- Sangre y arena (1908)
- Sónnica la cortesana (1901)
- Vistas sudamericanas
- ¡Viva la república! (1893)

## Adaptacions al cinema i la televisió
Hollywood va ser pionera a dur a terme versions de les novel·les de l'escriptor valencià, però el cinema espanyol de la dècada del 1900 ja se'n va encarregar de realitzar alguna adaptació. El mateix escriptor va dirigir juntament amb el gran Ricardo de Baños la primera versió de Sangre y arena.Van ser mítiques The Four Horsemen of the Apocalypse, una superproducció de Rex Ingram estrenada el 1921, que va convertir el no menys mític Rodolfo Valentino en estrella, juntament amb Nita Naldi, i que roman com la millor translació de la novel·la al cinema (per damunt de l'adaptació de Vincent Minnelli del 1962); Sangre y arena (1922) de Fred Niblo, que consolida Valentino com l'astre cinematogràfic en tot el món, en una pel·lícula que va ser superada per l'esplendorosa cinta del mateix títol que Rouben Mamoulian va rodar el 1941 amb Tyrone Power, Linda Darnell, Rita Hayworth i Anthony Quinn; i Mare nostrum (1926), de Rex Ingram, amb Antonio Moreno i Alice Terry en un paper d'espia predecessor del de Greta Garbo en la pel·lícula Mata Hari. Precisament Greta Garbo va debutar aquell any a Hollywood amb dues adaptacions de Vicent Blasco Ibáñez: The Torrent, dirigida per Monta Bell i basada en Entre naranjos, i The Temptress, que va començar a dirigir el mestre suec Mauritz Stiller però va acabar Fred Niblo. El 1929, es va realitzar una cinta amb versió muda i sonora anomenada La bodega, de Benito Perojo, amb Concha Piquer quasi debutant en el cinema.
El 1941, s'estrena Sangre y arena (ja comentat), amb tot luxe de mitjans i en technicolor, per a la 20th Century Fox. A Espanya, Rafael Gil roda un dels seus millors títols adaptant l'obra Mare Nostrum el 1948. En el cinema hispanoamericà, també es fan versions de les novel·les més famoses de l'autor (i també en les televisions del Brasil o Mèxic) durant els 50 i 60, i a Hollywood s'adapta una fluixa versió de La maja desnuda (1958), amb Ava Gardner i Tony Franciosa, que va passar sense pena ni glòria, i Els quatre genets de l'Apocalipsi, amb un fracàs sonor de taquilla.
El final dels anys 70 suposa el seu redescobriment per la televisió a l'estat espanyol. Televisió Espanyola produeix i emet La barraca (1979) i Cañas y barro (1978), amb actors de primera línia com Victoria Vera i José Bódalo, i guions i realització de segona, però que van assolir una gran popularitat.
En els últims anys, han brillat dues produccions de TVE basades en obres de l'autor valencià: Entre naranjos el 1996, dirigida per Josefina Molina, i Arroz y tartana el 2005, amb una premiada interpretació de Carmen Maura; i també una menys brillant biografia sobre la seua vida, titulada Blasco Ibáñez, del 1998, amb Ramón Langa i Ana Obregón.
L'adaptació més recent per a televisió és Flor de Mayo, protagonitzada per Ana Fernández i José Sancho, que es va estrenar en Canal 9 el 22 de gener del 2009.